# Skrita trdnjava
Skrita trdnjava (japonsko 隠し砦の三悪人, Hepburn Kakushi toride no san akunin) je japonski jidaigeki pustolovski film iz leta 1958, ki ga je režiral Akira Kurosava in zanj napisal scenarij skupaj z Rjuzom Kikušima, Hideom Ogunijem in Šinobujem Hašhimotom. V glavnih vlogah nastopajo Toširo Mifune kot general Makabe Rokurota, Misa Uehara kot princesa Juki, Minoru Čiaki kot Tahei in Kamatari Fudživara kot Matašiči. Film prikazuje zgodbo dveh kmetov, ki v zameno za zlato spremljata preko sovražnega ozemlja moškega in žensko, ki se kasneje izkažeta za generala in princeso.
Film je bil premierno prikazan 28. decembra 1958 in je naletel na dobre ocene krikov. Na Mednarodnem filmskem festivalu v Berlinu je osvojil srebrnega medveda za režijo in nagrado Mednarodnega združenja filmskih kritikov, nominiran pa je bil tudi za zlatega medveda. Nagrajen je bil tudi z japonskima nagrada Burū Ribon Shō za najboljši film in Kinema Junpo za najboljši scenarij. George Lucas je potrdil velik vpliv filma na Vojno zvezd, posebej na tehniko pripovedovanja zgodbe iz perspektive najnižjih likov, namesto kmetov je za to uporabil androida C-3PO in R2-D2. Lucasova prvotna zgodba je zelo spominjala na zaplet filma Skrita trdnjava, kasneje so jo uporabili za film Grozeča prikazen.

## Vloge
- Toširo Mifune kot general Rokurota Makabe (真壁 六郎太, Makabe Rokurota)
- Minoru Čiaki kot Tahei (太平)
- Kamatari Fudživara kot Matašiči (又七, Matashichi)
- Susumu Fudžita kot general Hjoe Tadokoro (田所 兵衛, Tadokoro Hyoe)
- Takaši Šimura kot general Izumi Nagakura (長倉 和泉, Nagakura Izumi)
- Misa Uehara kot princesa Juki (雪姫, Yuki-hime)
- Eiko Mijoši kot Jukijina dvorna dama
- Tošiko Higuči kot odkupljena služabnica
- Ju Fudžiki kot stražar pregrade
- Jošio Cučija kot samuraj na konju
- Kokuten Kodo kot starec ob znaku
- Kodži Micui kot stražar jame